# Medal Wiktora Kemuli
Medal Wiktora Kemuli – medal przyznawany wspólnie przez Polskie Towarzystwo Chemiczne (PTChem) i Komitet Chemii Analitycznej PAN za wybitne osiągnięcia w zakresie chemii analitycznej. Medal jest przyznawany razem z dyplomem okolicznościowym.
Medal jest wykonany z brązu. Awers zawiera portret Wiktora Kemuli z datami jego urodzin i śmierci, natomiast rewers przedstawia grafikę kojarzącą się z krzywą miareczkowania (jako tło), napis Polskie Towarzystwo Chemiczne oraz rok i nazwisko osoby, której medal został przyznany.
Oprócz medalu PTChem przyznaje też Nagrodę im. Kemuli za osiągnięcia w zakresie chemii analitycznej, która jest przyznawana młodszym pracownikom naukowym.

## Lista nagrodzonych[2]
- 1998 – Janina Świętosławska-Żółkiewska
- 2000 – Zygmunt Marczenko
- 2002 – Rajmund Dybczyński
- 2003 – Stanisław Rubel
- 2004 – Adam Hulanicki
- 2006 – Walenty Szczepaniak
- 2007 – Jacek Namieśnik
- 2008 – Bogusław Buszewski
- 2009 – Marek Trojanowicz
- 2010 – Zbigniew Brzózka
- 2011 – Irena Staneczko-Baranowska
- 2012 – Ewa Bulska
- 2013 – Krystyna Pyrzyńska
- 2014 – Zygfryd Witkiewicz
- 2015 – Maciej Jarosz
- 2016 – Andrzej Parczewski
- 2017 – Henryk Matusiewicz
- 2018 – Piotr Szefer
- 2019 – Piotr Stepnowski
- 2020 – Wiesław Wasiak
- 2022 – Henryk Jeleń[3]